# Gabriel Goffi
Gabriel Goffi (Pindamonhangaba, 1 de maio de 1989) é ex-jogador profissional de pôquer que já participou e venceu alguns dos jogos mais caros da internet, os chamados high stakes (limites altos).

## Biografia
Nascido e criado em Pindamonhangaba, Gabriel decidiu abandonar os estudos universitários e tornou-se jogador profissional de pôquer aos 19 anos. Aos 21 já jogava os jogos mais caros do Brasil e escalou os limites mais altos do pôquer online, os high stakes. 
Em 2013 ele foi eleito como o melhor do mundo na categoria mid-high stakes segundo o site especializado em pôquer HighstakesDB, o mais respeitado em termos de valores.

## Títulos
| Ano  | Torneio                                            | Entrada (Buy-in) | Posição | Prêmio    |
| ---- | -------------------------------------------------- | ---------------- | ------- | --------- |
| 2010 | Bsop - Goias Main Event                            | R$1.200          | 2º      | R$50.000  |
| 2012 | Bsop - Fortaleza Main Event                        | R$1.800          | 1º      | R$130.000 |
| 2014 | H2 Club - Super High Rollers                       | R$5.000          | 1º      | R$100.000 |
| 2014 | Bsop - Pot Limit Omaha                             | R$5.000          | 2º      | R$72.260  |
| 2014 | World Series of Poker - Pot Limit Omaha Six Handed | US$ 3.000        | 12º     | US$21.578 |